# 塩尻宿

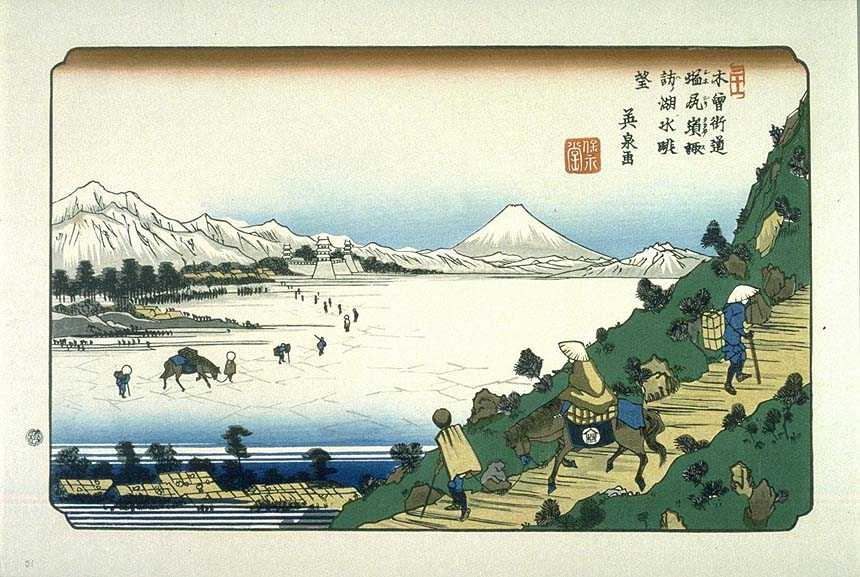
木曽海道六十九次 塩尻（渓斎英泉画）

塩尻宿（しおじりしゅく）は、中山道六十九次のうち江戸から数えて三十番目にあたる宿場。

## 概要

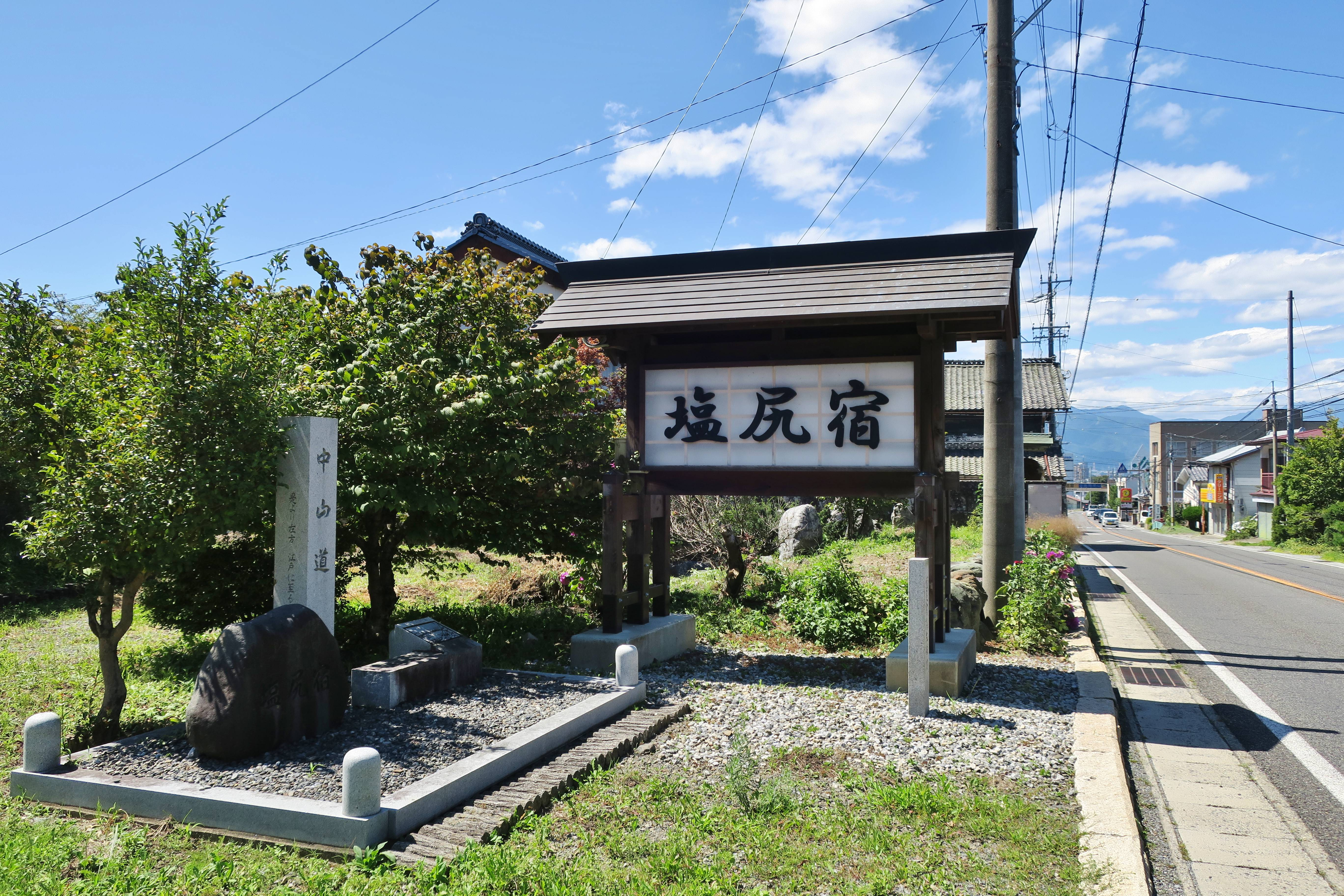
塩尻宿（右は国道153号）

現在の長野県塩尻市中心部東寄りの塩尻町に所在。
永禄6年（1563年）、武田氏によって塩尻峠の西側に伝馬宿として整備された。ただし、中山道が江戸時代初期に大久保長安によって整備された当初の初期中山道では、当所を通らず下諏訪宿から小野峠、小野宿、牛首峠を通って桜沢（塩尻市贄沢）に抜け贄川宿を結ぶ最短経路であった。しかし、この区間が難所続きであったため長安の死後に経路が変更され、旧宿場の南側に隣接する形で新たに整備された。
初期には松本藩の玄関口として栄えたとされるが、享保10年（1725年）以降は天領になり、幕府の塩尻陣屋（五万三千石、のちに尾張藩塩尻取締所を経て伊那県塩尻局）が置かれた。明治15年、翌16年の2度の大火で町の大部分を焼失したため往時の様子を留めるものは少ないが、堀内家住宅など貴重な文化財も残されている。
塩の道と呼ばれる千国街道、三州（伊那、飯田）街道の分岐点でもあり、三河国からは南塩が、また越後国糸魚川からは安曇野経由で北塩が運ばれた。

## 特徴
宿場開設の際に、西端の枡形外に阿禮神社、東端に永福寺を遷座させた。宿場は松本、安曇野、諏訪、伊那、木曽方面の分岐点にある交通の要衝で、東から上町・仲町・下町に分かれ、殊に塩尻陣屋が置かれた仲町に問屋、本陣、旅籠が集中していた。
天保14年（1843年）の『中山道宿村大概帳』によれば、塩尻宿の宿内家数は166軒、うち本陣1軒、脇本陣1軒、旅籠75軒（中山道六十九次で2番目）で宿内人口は794人であった。本陣は川上家が世襲した。本陣跡には明治13年（1880年）6月24日の明治天皇巡幸を記念した「明治天皇塩尻行在所碑」と「明治天皇塩尻御膳水碑」がある。

## 文化
中山道の宿場には旅人によって様々な民謡が伝えられ、塩尻宿の「塩尻甚句」もその一つである。主な歌詞は「諏訪のおじさん どじょう魚籠提げて 花の塩尻 とぼとぼと」、「行こか塩尻 帰ろか洗馬へ ここが思案の桔梗ヶ原」などである。

## 史跡・見どころ
- 小野家住宅（重要文化財）：平入り、かつての旅籠

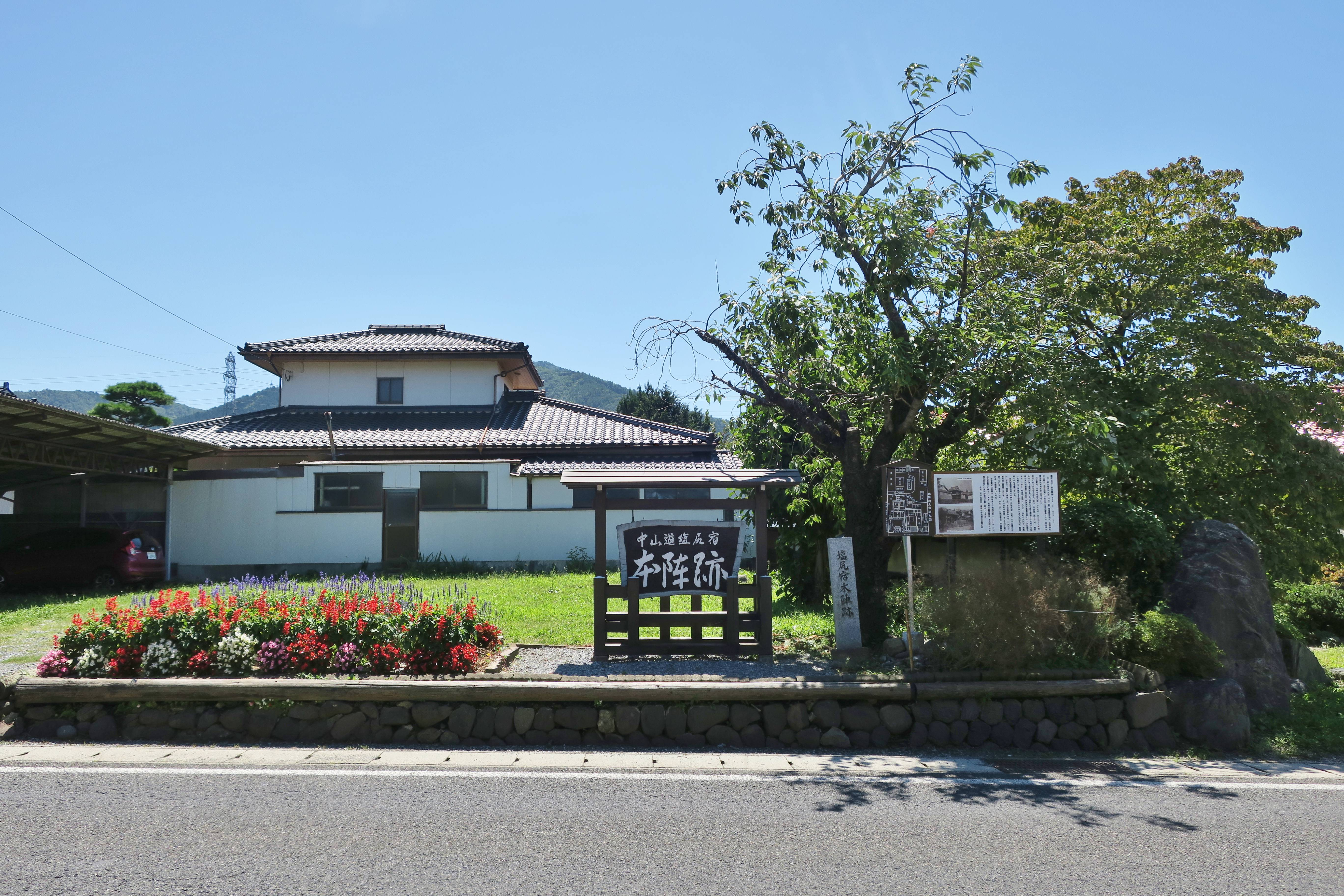
本陣跡
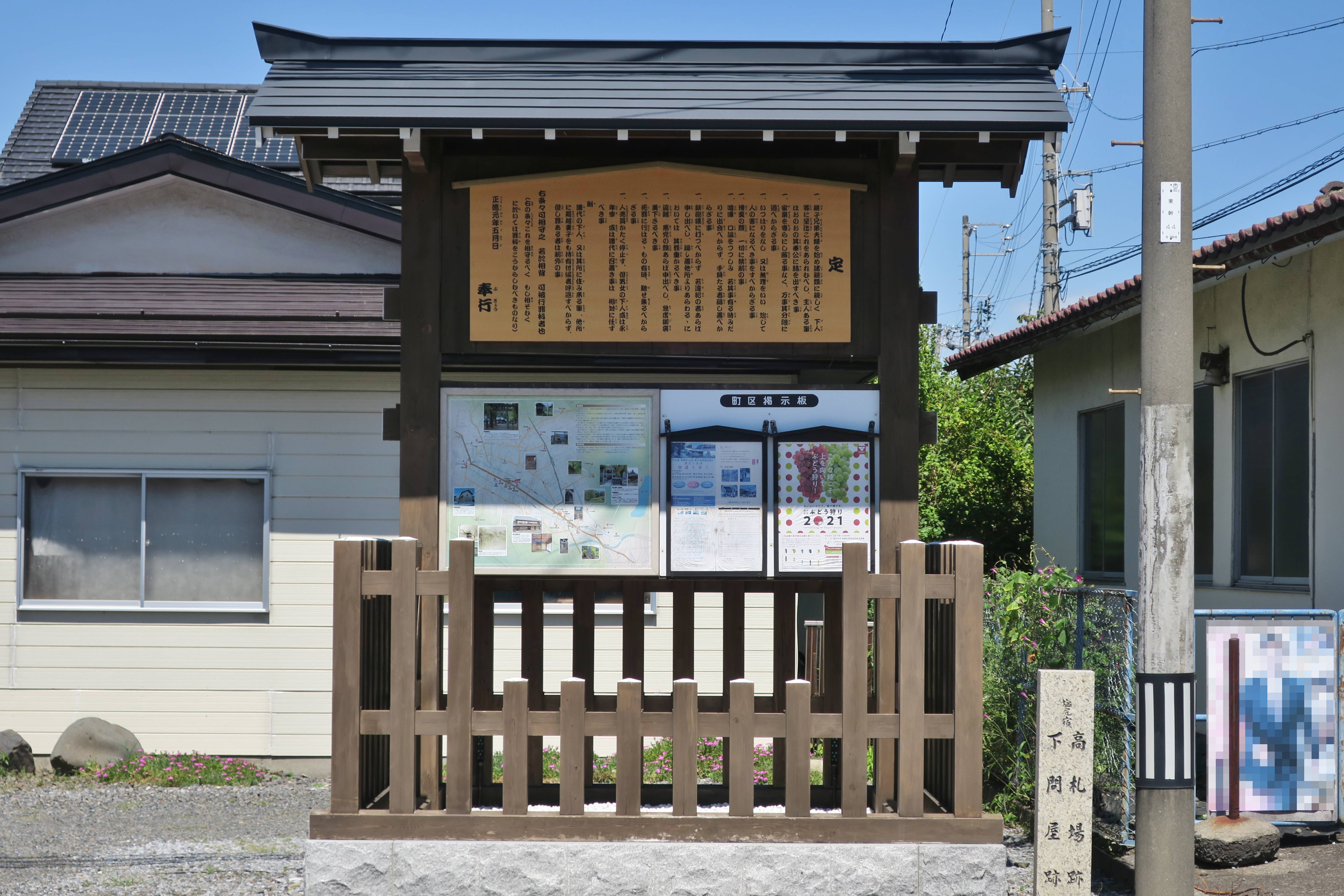
高札場跡・下問屋跡

- 脇本陣跡
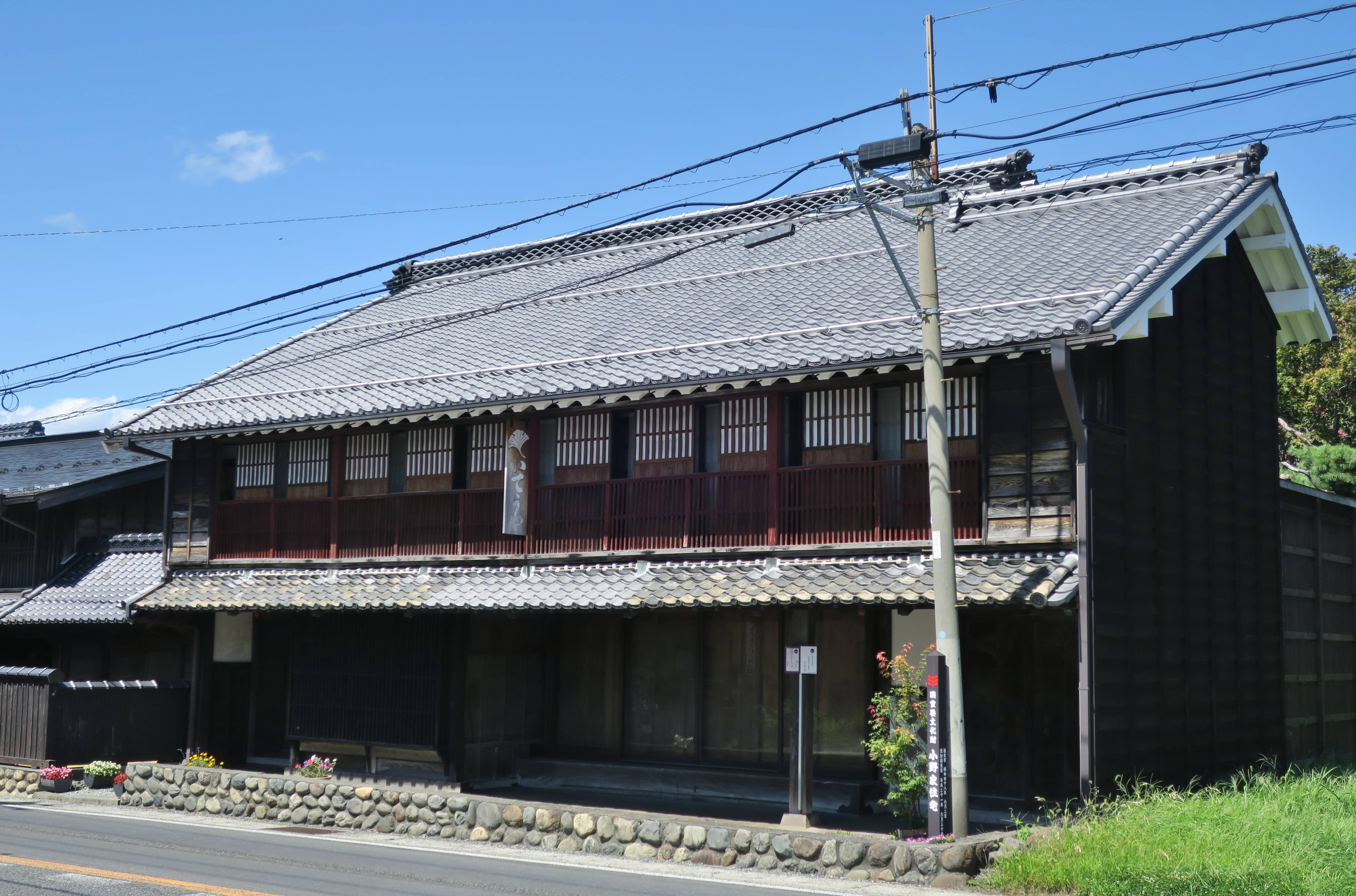
堀内家住宅（重要文化財）：妻入りの本棟造り、屋根の雀おどりが特徴
- 阿禮神社
- 永福寺

洗馬宿までの史跡・みどころ
- 大門神社
- 耳塚
- 平出一里塚
- 平出遺跡・塩尻市立平出博物館

- 本陣跡
- 高札場跡・下問屋跡
- 小野家住宅

## 隣の宿
- 中山道

下諏訪宿 - 塩尻宿 - 洗馬宿
- 三州街道

塩尻宿 - 小野宿

## 交通アクセス
- JR中央本線・みどり湖駅
- JR中央本線・篠ノ井線塩尻駅
- 塩尻市地域振興バス北小野線・塩尻中町バス停